# 후두덮개
후두덮개(epiglottis) 또는 후두개(喉頭蓋)는 설근 끝 부분과 후두 입구에 자리한 기관이다. 음식물을 삼킬 때 삼킨 음식물이 후두로 들어가는 것을 막아주는 역할을 한다.

## 같이 보기
- 후두개음
- 인두음